# Larry Hogan
Lawrence Joseph "Larry" Hogan, Jr. (Washington DC, 25 de maig de 1956) és un polític estatunidenc del Partit republicà. Des de gener de 2015 ocupa el càrrec de governador de Maryland.

## Biografia
Afiliat al Partit republicà, va ser elegit governador de Maryland el 4 de novembre de 2014. La seva investidura com a nou governador es feu el 21 de gener de 2015.